# Рапонтикум сафлоровидный
Левзе́я сафлорови́дная, или Рапо́нтикум сафлоровидный, или Большеголо́вник сафлоровидный, или Стемака́нта сафлоровидная, или Мара́лий ко́рень (лат. Rhapónticum carthamoídes) — многолетнее травянистое растение; вид рода Рапонтикум семейства Астровые. Произрастает в горах Алтая, в Западной и Восточной Сибири, в Средней Азии. В Сибири растение известно под названием «маралова трава», а корень — под названием «маралий корень». Это связано с тем, что олени-маралы лечатся этим корнем. Используется как медоносное и лекарственное растение, на силос, сенаж, травяная мука.

## Ботаническое описание
Многолетнее травянистое растение высотой 50—80 (200) см.
Корневая система мощная, корень стержневой, разрастающийся в корневище с множеством ветвящихся корней.
Стебель полый, ребристый, паутинисто-опушённый.
Листья глубоко-перистораздельные с яйцевидно-ланцетовидными, зубчатыми по краям долями.
Цветки трубчатые, фиолетовые, собраны в одиночные крупные (диаметром 3—8 см) корзинки.
Плод — семянка.
Маралий корень — зимостойкое и холодостойкое, светолюбивое растение, умеренно требовательно к влаге.

## Распространение и экология
Левзея сафлоровидная — эндемик Южной Сибири[уточнить]. Основные места обитания находятся на Алтае и в Саянах.
Произрастает на субальпийских, реже альпийских лугах (на высоте 1400—2300 м над уровнем моря).
В суровых климатических условиях Сибири маралий корень проявил себя как зимостойкое, холодостойкое и засухоустойчивое растения.
В культуру вводится легко летним и весенним посевом свежих семян. Растения весеннего посева к осени развивают сильную корневую систему и образуют небольшие розетки листьев. Урожайность с 1 га сырых корней двухлетних растений — 52 центнеров, сухих — 24 ц, сырой зелёной массы — 108, сухой — 22 ц. Урожайность семян трёхлетних растений с 1 га — 3 ц. Всё растение и особенно его корни обладают сильным запахом.
Лучший способ посева — широкорядный через 60—70 см с нормой высева семян 8—9 кг на гектар. В первый год, кроме междурядных обработок желательно, провести прополку в рядках. В последующие годы рыхлят междурядья и подкармливают растения органическими и минеральными удобрениями. Маралий корень плодоносит ежегодно, давая до 250 кг зрелых семян с гектара. Этим количеством семян можно засеять 16—30 га. Созревают семена в первой декаде июля.

## Значение и применение

### В медицине
В качестве лекарственного сырья левзеи сафлоровидной используют корневище с корнями (лат. Rhizoma cum radicibus Leuzeae). Сырьё заготовляют в конце лета или осенью, после созревания плодов, отряхивают от земли, быстро промывают, сушат в сушилках при температуре 50—60 °С или на солнце. Заросли растения восстанавливаются очень медленно, поэтому при сборе на 10 м² зарослей оставляют нетронутыми два—четыре растения.

В медицине корневища с корнями левзеи (как в виде растительного сырья,  так и экстракта из него, содержащего экдистен) используются в качестве общеукрепляющего и адаптогенного лекарственного средства. По утверждениям производителя, препараты левзеи показаны в составе комбинированной терапии при астении, физическом и умственном переутомлении, снижении потенции, в период реконвалесценции. 

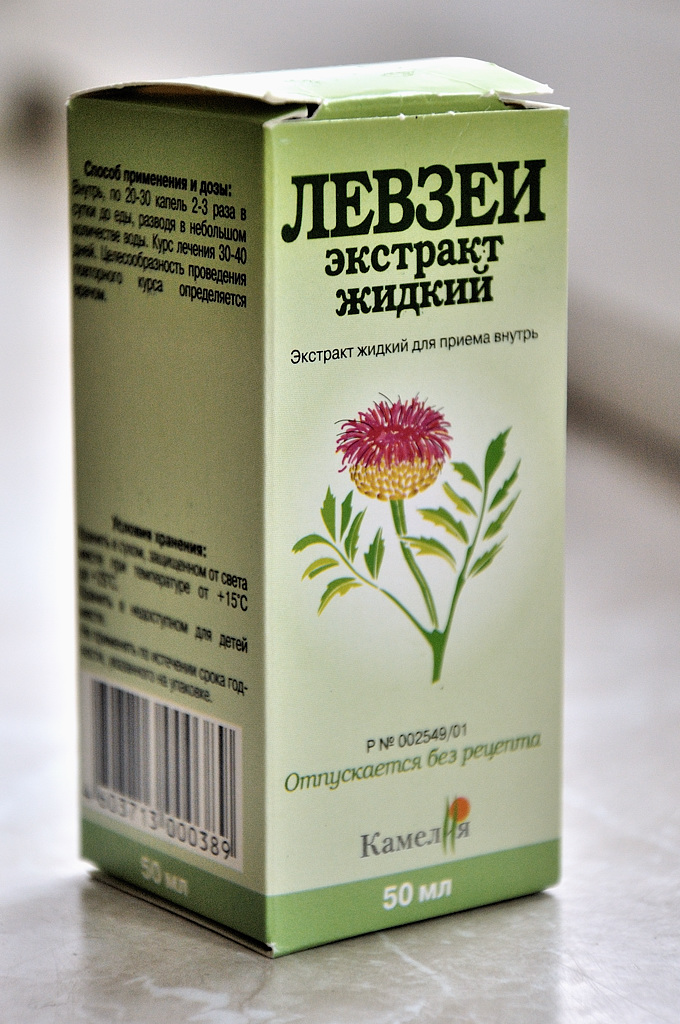
Жидкий экстракт левзеи

Левзея сафлоровидная включается в Госфармакопею СССР и РФ IX—XII изданий, начиная с 1961 года, а также в Госреестр лекарственных средств России. Основные действующие вещества (экдистерон и его аналоги экдистероиды) обладают обезболивающим эффектом.
Левзея сафлоровидная входит в рецептуру тонизирующего напитка «Саяны».

### Медонос
Считается сильным медоносом в условиях Восточного Казахстана. Период цветения не превышает 10—12 дней и компенсируется обильным выделением нектара. Цветки особенно хорошо плодоносят после дождя, при тихой тёплой и солнечной погоде. Мёд левзеи жидкий, бесцветный или со слабым зеленоватым оттенком, приятен на вкус и очень ароматен. Наиболее интенсивное цветение при температуре 18—25° и влажности воздуха 60—72 %. С 1 гектара насаждений можно получить до 100 кг мёда и перги. Ежедневный привес может доходить до 2 килограммов. Цветы также посещаются шмелями и муравьями.

### Кормовое значение
Перспективная кормовая культура. В 100 кг зелёной массы содержится 14—16 кормовых единиц и 1,6 —2,0 кг переваримого протеина. Имея в составе сухих веществ 9—14 % сахаров, растение прекрасно силосуется в чистом виде. В 100 кг силоса содержится 18,2 кормовых единиц и 2,28 кг переваримого протеина или 125 г переваримого протеина на одну кормовую единицу. В фазу бутонизации — начала цветения по содержанию протеина не уступает бобовым травам. Продолжительность хозяйственного использования плантации более 15 лет. В свежем и сухом виде хорошо поедается лошадьми и кроликами, в сухом виде — овцами. Семена на зиму запасают бурундуки, а зелёную массу сибирская пищуха. Очень декоративна: даёт красивую пышную зелень, поэтому пригодна для обсаживания дорожек в цветниках.
Летом хорошо поедается алтайским маралом (Cervus elaphus sibiricus Severtzow).